# 马国良 (1936年)
马国良（1936年6月—2022年3月28日），男，黑龙江哈尔滨人，中华人民共和国政治人物。

## 生平
1955年在双鸭山市参加工作，历任中学教师、校团委书记，共青团双鸭山市委学少部部长、办公室主任兼市文联主席等职。1960年调至中共双鸭山市委工作，历任学习室副主任、政策研究室办公室负责人。1966年3月调至北京，任煤炭工业部办公厅工作人员。1969年11月后，在双鸭山日报社、市委办公室等部门工作。后调至中共黑龙江省委组织部任处长。1982年10月任中共黑龙江省委组织部副部长兼省委秘书长。1986年毕业于哈尔滨师范大学中文系（函授）。1988年2月任中共黑龙江省委秘书长兼省委直属机关工作委员会书记。1991年3月任中共黑龙江省委副书记、省委党校校长。1994年8月兼任中共黑龙江省委政法委书记。1995年1月兼任黑龙江省人民政府副省长。1998年1月任黑龙江省政协副主席。2000年2月26日在政协黑龙江省第八届委员会第三次全体会议上当选为主席。2003年3月任全国政协人口资源环境委员会副主任。2009年7月退休。2022年3月28日3时06分在北京逝世。2022年3月30日上午，马国良遗体告别仪式在北京市八宝山殡仪馆举行。

## 社会兼职
中国书法家协会理事、黑龙江省书法家协会主席、黑龙江省电影家协会主席、黑龙江省摄影家协会名誉主席、黑龙江省工艺美术家协会名誉主席。

## 活动
2003年全国政协十届一次会议，马国良等10人提交了关于抗日战争时间应从1931年九一八事变算起的提案，这一提案也入选了全国政协成立70年来有影响力重要提案名单。马国良曾在全国政协十届二次会议上提出《关于把丹顶鹤确定为国鸟的提案》。
著有《鹤魂》等。